# Paronychocamptus huntsmani
Paronychocamptus huntsmani is een eenoogkreeftjessoort uit de familie van de Laophontidae. De wetenschappelijke naam van de soort is voor het eerst geldig gepubliceerd in 1923 door Willey.